# Yagabtenga
Yagabtenga est une localité située dans le département de Boala de la province du Namentenga dans la région Centre-Nord au Burkina Faso. 

## Géographie
Yagabtenga se situe à 4 km au nord-ouest de Boala, le chef-lieu du département, et de la route nationale 15 reliant Boulsa à Kaya.

## Éducation et santé
Le centre de soins le plus proche de Yagabtenga est le centre de santé et de promotion sociale (CSPS) de Boala.
Yagabtenga accueille deux écoles primaires publiques, l'une au bourg l'autre à Yanri.